# باريس تورز 1921
باريس تورز 1921 هو سباق دراجات هوائية، وهو الموسم رقم 16 من باريس تورز، وأقيم في 1921.
فاز بالمركز الأول فرنسيس باليسر، وبالمركز الثاني Louis Mottiat ‏، وبالمركز الثالث أوجين كريستوف.

## الفائزون
| الترتيب | الفائز         |
| ------- | -------------- |
| الفائز  | فرنسيس باليسر  |
| الثاني  | Louis Mottiat ‏ |
| الثالث  | أوجين كريستوف  |